# Borchicayada
Borchicayada  es una localidad y también una entidad local menor españolas de la provincia de Soria, partido judicial de Almazán, (comunidad autónoma de Castilla y León). Pueblo de la Comarca de Almazán, pertenece al municipio de Soliedra.

## Geografía
Situado en una llanura amena, 3 km al suroeste de la capital del municipio; confina al norte con Neguillas, por el sur con Morón de Almazán, por el este con Momblona y por el oeste con la granja de Lodarejos.

### Comunicaciones
Acceso por la carretera provincial   SO-P-3106 , a la que llegamos por una camino de 1 km de longitud. La carretera tiene su incicio en la autonómica  CL-116  de Almazán a Monteagudo de las Vicarías.

## Historia
Sebastián Miñano lo describe a principios del siglo XIX como lugar de realengo en el partido de Almazán, obispado de Sigüenza, con alcalde pedáneo, 10 vecinos, 53 habitantes; es anejo de Neguillas.
A la caída del Antiguo Régimen la localidad se constituye en municipio constitucional , conocido entonces como Borchicayada Bujarrapín y Lodarejos, en la región de Castilla la Vieja que en el censo de 1842 contaba con 6 hogares y 35 vecinos, para posteriormente integrarse en Soliedra.

## Demografía
En el año 1981 contaba con 21 habitantes, concentrados en el núcleo principal, pasando a 15 en 2010, 8 varones y 7 mujeres.
| Gráfica de evolución demográfica de Borchicayada entre 2000 y 2010                               |
|                                                                                                  |
| Población de derecho (2000-2010) según los censos de población del INE a 1 de enero de cada año. |